# Sajlugem
Sajlugem (ros.: Сайлюгем, Sajlugiem; mong.: Сийлхэмийн нуруу, Sijlchemijn nuruu) – pasmo górskie w południowo-wschodnim Ałtaju, na terytorium Rosji i Mongolii. Rozciąga się między Argutem, Czują i rzekami dorzecza Kobdo na długości ok. 130 km. Najwyższy szczyt osiąga 3502 m n.p.m. Pasmo zbudowane z piaskowców, łupków ilastych, lawy i tufów. W wyższych partiach dominują porosty i tundra wysokogórska. Na zboczach południowych, poniżej wysokości 2600 m n.p.m. występuje roślinność stepowa na glebach kasztanowych.